# William Tocco

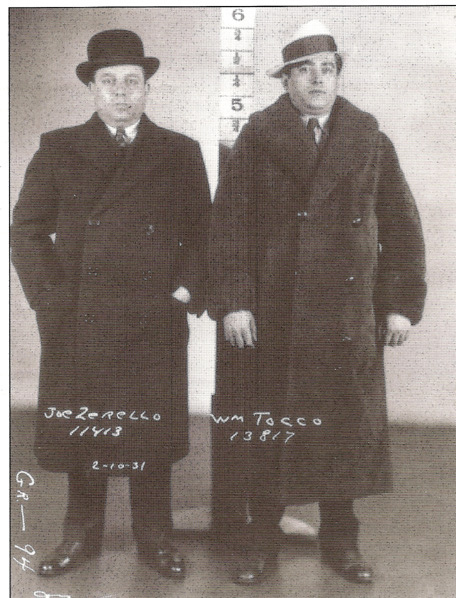
„Black Bill“ Tocco & „Joe“ Zerilli (1931)

Vito William „Black Bill“ Tocco, geb. Guglielmo Vito Tocco (* 12. Februar 1897; † 28. Mai 1972), war ein italienisch-amerikanischer Mobster der amerikanischen Cosa Nostra und während der frühen 1930er Jahre das Oberhaupt der Detroit Crime Family, auch bekannt als Detroit Partnership oder Detroit Combination. Er ist der Vater von Anthony Joseph „Tony T.“ Tocco und von Giacomo „Black Jack“ William Tocco, der von 1979 bis 2014 ebenfalls Boss der Familie war.

## Leben

### Frühe Jahre
Vito William Tocco wurde unter dem Namen Guglielmo Vito Tocco in Terrasini (Sizilien) als Sohn von Giacomo Tocco und Nicolina Moceri geboren und emigrierte im Jahr 1910 mit seiner Familie in die Vereinigten Staaten nach Detroit (Michigan), wo er während des Ersten Weltkrieges, nach seinem Dienst bei der US-Armee, eingebürgert wurde.

### Aufstieg zur Macht
Ende der 1910er Jahre, nach seiner Rückkehr aus dem Krieg, tat er sich mit seinem Schwager Joseph „Joe Z.“ Zerilli und Angelo Meli zusammen, die in Schmuggel-Operationen für die Brüder Antonino und Salvatore Gianolla tätig waren. Zu dieser Zeit konkurrierte die Gruppierung der Gianolla-Brüder mit der Gang eines einflussreichen Mafiosos namens Giovanni Vitale. Im Jahre 1919 verloren beide Brüder während dieses Konflikts ihr Leben und der Mafioso Giuseppe Manzello trat als leitende Figur an ihre Stelle. Vitale wurde zu dieser Zeit als neuer Boss der Mafia Detroits angesehen.
Am 11. August 1920 wurde William Tocco verhaftet wegen des Mordes an Antonio Badalamenti, der ein ranghohes Mitglied von Giovanni Vitales Gang war und als Vergeltung für ein von Vitale angeordnetes Drive-by-Shooting auf Giuseppe Manzello ermordet wurde; jedoch wurden die Vorwürfe gegen Tocco schon zwei Tage später fallen gelassen. Auch Vitale wurde am Morgen des 2. Oktober 1920 durch 18 abgefeuerte Kugeln bei einem Drive-by-Shooting ermordet.
Der Gangster Salvatore Catalanotte war nach dem Mord an Manzello das mächtigste Mitglied der ehemaligen Gianolla-Fraktion und nach Vitales Tod allgemein als neues Oberhaupt der Mafia in Detroit anerkannt. Catalanotte bildete eine starke Allianz, welche als Westside Mob Detroits bekannt wurde, und er ernannte Angelo Meli zum neuen Anführer der Manzello-Gruppe mit Tocco und Zerilli als dessen rechte Hand, welche als Eastside Mob bekannt wurde. Diese Kombination wurde wiederum als Pascuzzi Combine bekannt. Unter Catalanotte kontrollierte die Organisation den Schnapsschmuggel, den Schwarzhandel, das Glücksspiel, die Prostitution, Drogen und weitere illegale Geschäftsfelder.
1928 heiratete „Black Bill“ Tocco seine Geliebte Rosalia Zerilli und kaufte ein Grundstück in Grosse Pointe Park (Michigan), wo sie ihre sieben Kinder aufzogen.
Im Februar des Jahres 1930 starb Salvatore Catalanotte im Alter von 36 Jahren an den Folgen einer Lungenentzündung und sein Partner Gaspar Milazzo stellte sich an die Spitze der Organisation, wurde jedoch bereits am 31. Mai 1930 durch einen Auftrag des Mafiosos Cesare Lamare – ebenfalls Mitglied im Westside Mob – während eines Hinterhalts in einem Restaurant ermordet. Lamare wurde der neue Kopf der Mafia in Detroit, ging jedoch in den Untergrund während des circa ein Jahr andauernden Krieges zwischen den Banden der Eastside und der Westside, der mehr als ein Dutzend Mafia-Mitglieder in Detroit das Leben kostete. La Mare wurde im Auftrag von Angelo Meli im Februar 1931 von zwei seiner eigenen Leute verraten und in den Rücken geschossen, als er mit ihnen in seinem Haus eintraf.

### Oberhaupt der Familie
Der mittlerweile mächtigste Mann der Eastside-Gang, „Bill“ Tocco, verbündete sich zusammen mit seinen engsten Vertrauten „Joe“ Zerilli und Angelo Meli mit Giovanni „John“ Priziola und Peter Joseph Licavoli; fünf Mafiosi, die fortan auf einer Ebene als Gremium regierten. Statt Pascuzzi Combine wurde die Mafia in Detroit nun auch Detroit Partnership genannt.
Vito William „Black Bill“ Tocco galt nun als Oberhaupt der Organisation, Joe Zerilli wurde sein Underboss und Angelo Meli diente als Consigliere. Toccos Herrschaft dauerte etwa fünf Jahre an, bis er im März 1936 wegen Steuerhinterziehung angeklagt wurde. Er trat aufgrund der juristischen Probleme zurück und Joe Zerilli wurde sein Nachfolger. Obwohl Tocco zu acht Jahren Gefängnis verurteilt wurde, blieb er bis zu seinem Ruhestand im Jahr 1963 Zerillis Nummer zwei als Underboss.

### Letzte Jahre
Tocco verbrachte den größten Teil der letzten neun Jahre seines Lebens in Miami (Florida). Am 28. Mai 1972 starb er im Bon Secours Hospital in Grosse Pointe Park. Er wurde 75 Jahre alt und hinterließ seine Frau Rosalia, sieben Kinder und 28 Enkelkinder. Seine Totenmesse fand in der Holy Family Kirche in Detroit statt und er wurde auf dem Holy Sepulchre Friedhof in Southfield begraben. Sein Sohn Giacomo „Black Jack“ William Tocco war ab Ende der 1970er Jahre bis zu seinem Tod im Jahr 2014 das am längsten amtierende Oberhaupt der Familie. Sein älterer Sohn Anthony Joseph „Tony T.“ Tocco war in den Jahren von 1993 bis 2008 der Consigliere von „Black Jack“ Tocco.